# 北田城
北田城（きただじょう）は、福島県河沼郡湯川村にあった日本の城。「北田城跡」として湯川村指定史跡となっている。

## 歴史・沿革
- 鎌倉時代初期に佐原盛連の次男・広盛が北田氏を名乗り、城を築いたのが始まりと言われている。なお、広盛の兄・経連は猪苗代氏の祖、弟・光盛は蘆名氏の祖である。
- 応永9年（1402年）、北田氏は同じ蘆名氏一族で、新宮庄（現在の喜多方市一帯）地頭の新宮城主・新宮盛俊と結んで黒川城の蘆名氏に反旗を翻し、そのため応永16年（1409年）6月、北田城は蘆名氏によって攻め落とされ、城主・大庭政泰（北田上総介）父子らは討死し、北田氏は滅亡した。

## 構造
城は東に湯川、西に阿賀川、北に日橋川と三方を川で囲まれている段丘上にある平城で、主郭が東西110m南北120m、外郭が東西220m南北210mと広大な広さを持っている。